# Аріель Грасіані
Аріель Грасіані (ісп. Ariel Graziani, нар. 7 червня 1971, Емпальме) — аргентинський і еквадорський футболіст, що грав на позиції нападника, зокрема за національну збірну Еквадору.

## Клубна кар'єра
Народився 7 червня 1971 року. Вихованець футбольної школи клубу «Ньюеллс Олд Бойз». Дорослу футбольну кар'єру розпочав 1993 року в основній команді того ж клубу. 
Згодом з 1993 по 1995 рік грав за перуанські «Спорт Бойз» та «Сікліста Ліма», а також за еквадорський «Аукас».
У 1996–1997 роках був гравцем еквадорського «Емелека» і одним із його головних бомбардирів команди, маючи середню результативність на рівні 0,75 гола за гру першості.
Згодом у 1997–1999 роках грав за мексиканські «Веракрус» і «Монаркас», після чого продовжив кар'єру у США, де грав за «Нью-Інгленд Революшн», «Даллас Берн» та «Сан-Хосе Ерзквейкс».
2002 року захищав кольори «Барселони» (Гуаякіль), після чого захищав кольори аргентинського «Лануса». Завершував ігрову кар'єру в Еквадорі, протягом 2003–2007 років грав за ту ж «Барселону» (Гуаякіль), «ЛДУ Кіто» та «Атлетіко Емпальме».

## Виступи за збірну
1997 року дебютував в офіційних матчах у складі національної збірної Еквадору.
У складі збірної був учасником розіграшу Кубка Америки 1997 року в Болівії та розіграшу Кубка Америки 1999 року в Парагваї.
Загалом протягом чотирирічної кар'єри в національній команді провів у її формі 34 матчі, забивши 15 голів.

## Титули і досягнення

### Командні
- Чемпіон Еквадору (2):

«Емелек»: 1996
«ЛДУ Кіто»: 2005

### Особисті
- Найкращий бомбардир чемпіонату Еквадору (3):

1996 (28 голів), 1997 (24 голів), 2003 (23)